# Клинтон, Джон, 7-й барон Клинтон
Джон Клинтон (англ. John Clinton; примерно 1470/71 — 4 июня 1514) — английский аристократ, 7-й барон Клинтон с 1488 года. Сын Джона Клинтона, 6-го барона Клинтона, и его первой жены Элизабет Файнс. После смерти отца унаследовал семейные владения, расположенные главным образом в Уорикшире, и права на титул. 14 ноября 1501 года был посвящён в рыцари Бани.
Клинтон был женат дважды — на Элизабет Морган, дочери сэра Джона Моргана, и на Анне, о происхождении которой ничего не известно. В первом браке родился сын Томас (примерно 1490—1517), 8-й барон Клинтон.